# Cylisticus pontremolensis
Cylisticus pontremolensis là một loài chân đều trong họ Cylisticidae. Loài này được miêu tả khoa học năm 1936 bởi Verhoeff.